# حفصه خانم نقیب

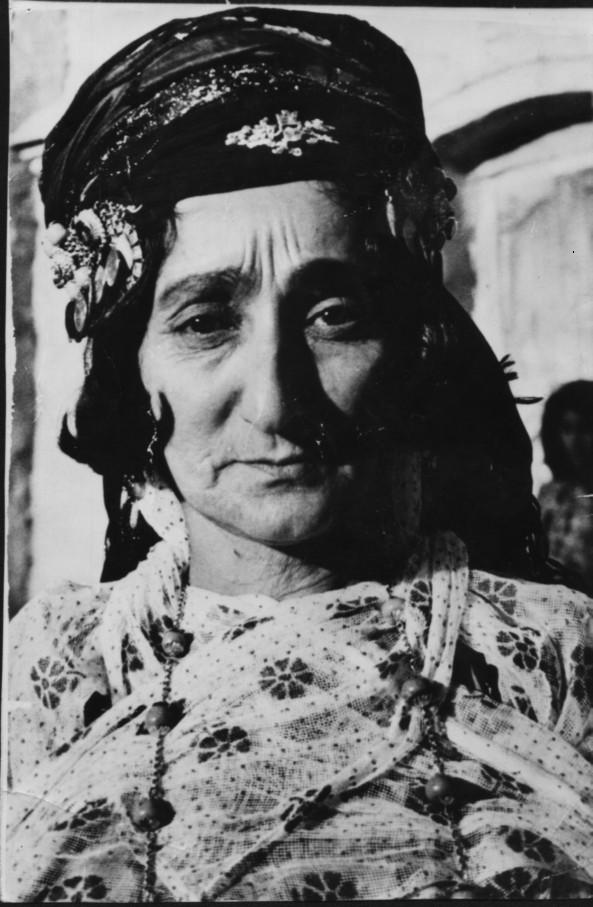
تصویر حفصه خانم نقیب

حفصه خانم نقیب (به کردی: حەپسە خانی نەقیب) (۱۸۹۱–۱۹۵۳) از زنان سیاستمدار کرد و حامی حقوق زنان در سده بیست بود. او خواهر محمود برزنجی و از نسل سادات برزنجی بود. او طرفدار تحصیل دختران بود، همچنین در حوادث سیاسی اجتماعی کردستان حضور پررنگ داشت. مثلاً در سال ۱۹۳۰ در دفاع از کشته‌شدگان قیام ایلول نامه عتاب آمیزی به فرماندار سلیمانیه نوشت. وی همچنین نامه‌ای به جامعه ملل نوشته و مسائل کردهای عراق را در آن مطرح کرد. وی همچنین به هنگام حضور اسماعیل سیمیتقو از او استقبال کرد. حفصه خان نقیب الگوی بسیاری زنان سیاستمدار در امروز کردستان است. برای مثال هیرو ابراهیم احمد از او به عنوان الگوی خود نام برده‌است.